# Монтефельчино
Монтефельчино (итал. Montefelcino) — коммуна в Италии, располагается в регионе Марке, в провинции Пезаро-э-Урбино.
Население составляет 2805 человек (2008 г.), плотность населения составляет 73 чел./км². Занимает площадь 39 км². Почтовый индекс — 61030. Телефонный код — 0721.
Покровителем коммуны почитается святой Экзюперанций (Esuperanzio), празднование 24 января.

## Демография
Динамика населения:

## Администрация коммуны
- Официальный сайт: http://www.comune.montefelcino.ps.it/